# ELODIE
ELODIEとは、かつてフランス南東部のオート＝プロヴァンス天文台1.93m反射望遠鏡に設置されていた天体観測用のエシェル分光器である。光学設計はマルセイユ天文台のAndrée Baranneによる。この装置は太陽系外惑星をドップラー分光法で検出することを目的としていた。
ELODIEは1993年にファーストライトを迎えた。2006年8月に運用を終了し、同年9月には後継機のSOPHIE分光器に置き換えられた。

## 特徴
ELODIEは波長389.5ナノメートルから681.5ナノメートルの間の電磁スペクトルを一回の露光で取得できた。観測対象の光は67のスペクトルオーダーに分解されて記録された。分光器の本体は恒温室内に設置され、観測の際は望遠鏡のカセグレン焦点と光ファイバーを通じて接続された。ELODIEには専用のデータパイプラインが用意され、記録されたスペクトルを数値マスクを採り入れた相互相関法により直ちに処理して、恒星の視線速度を高い精度で割り出せる特徴があった。視線速度の精度は秒速±7メートルに達した。
ELODIEがこれまでに取得した恒星のスペクトルは3万4000回分におよび、そのうち2万回分以上がオンラインアーカイブで公開されている。ELODIEはオート＝プロヴァンス天文台、ジュネーブ天文台、マルセイユ天文台の協力で開発され、装置の詳細については1996年に『アストロノミー・アンド・アストロフィジックス・サプリメンツ』に掲載された。

## 発見した惑星
主系列星を公転する最初の系外惑星ペガスス座51番星bは、1995年にこのELODIE分光器を用いて発見された。ミシェル・マイヨールとディディエ・ケローはこの業績で2019年にノーベル物理学賞を受賞した。ELODIEは主にドップラー分光法で系外惑星を観測したが、惑星のトランジットに伴うスペクトルの変化を観測するために使われたこともある。ELODIEは20個以上の系外惑星を発見しており、以下にいくつかの例を示す。
| 惑星                | 報告年 | 出典  |
| ------------------- | ------ | ----- |
| ペガスス座51番星b   | 1995   | [ 5 ] |
| グリーゼ876b        | 1998   | [ 8 ] |
| ヘルクレス座14番星b | 1998   | [ 9 ] |
| HD 209458 b         | 1999   | [ 7 ] |